# Pfarrhaus Wremen
Das Pfarrhaus Wremen, in der Langen Straße 23 nördlich der Willehadi-Kirche in der niedersächsischen Gemeinde Wurster Nordseeküste, Ortsteil Wremen, im Landkreis Cuxhaven, stammt vom Anfang des 19. Jahrhunderts.
Aktuell (2024) wird es als Wohnhaus und ev.-luth. Pfarramt genutzt.
Das Gebäude steht unter Denkmalschutz (siehe auch Liste der Baudenkmale in Wurster Nordseeküste).

## Beschreibung
Das eingeschossige giebelständige langgestreckte Gebäude in Backstein mit Satteldach, der regionaltypischen Verbretterung in den oberen Giebeldreiecken und segmentbogigen Öffnungen, wurde als Wohn- und Wirtschaftsgebäude (letzteres mit niedriger Traufe) 1774 gebaut. Das Innengerüst blieb größtenteils erhalten.
Auf dem baumbestandenen Hof stehen weitere nicht denkmalgeschützte Nebengebäude.
Das Landesdenkmalamt befand u. a.: „… Bedeutung aufgrund des orts-, bau- und kunstgeschichtlichen, gebäudetypischen und ortsbildprägenden Zeugniswerts …“